# Doddagaddavalli
Doddagaddavalli oder auch Doddagadduvalli ist ein ca. 500 Einwohner zählendes Dorf im Distrikt Hassan im südwestindischen Bundesstaat Karnataka. Der Ort ist bekannt wegen seines um das Jahr 1113 errichteten Hoysala-Tempels.

## Lage
Doddagaddavalli liegt auf dem Dekkan-Plateau in einer Höhe von ca. 980 m ü. d. M. knapp 20 km (Fahrtstrecke) nordwestlich der Distriktshauptstadt Hassan bzw. ungefähr 18 km südlich von Halebid. Das Klima ist wegen der Höhenlage für indische Verhältnisse eher gemäßigt; Regen fällt hauptsächlich während der Monsunmonate Juni bis Oktober.

## Bevölkerung
Die mehrheitlich Kannada sprechende Landbevölkerung besteht nahezu ausnahmslos aus Hindus; Moslems und andere Religionen bilden zahlenmäßig kleine Minderheiten. Der männliche und der weibliche Bevölkerungsanteil sind ungefähr gleich hoch.

## Wirtschaft
Die Einwohner von Doddagaddavalli leben weitgehend als Bauern – während in früheren Zeiten nahezu ausschließlich zur Selbstversorgung gewirtschaftet wurde, sind mit der Verbesserung der Transportmöglichkeiten auch andere Absatzmärkte hinzugekommen. Auf den Feldern der Umgebung werden hauptsächlich Weizen, Linsen und Gemüse angebaut. Auch Kokospalmen spielen eine wichtige Rolle im Wirtschaftsleben der Region.  

## Geschichte
Doddagaddavalli war bereits im Mittelalter ein wichtiger Ort im Hoysala-Reich. Im 15. und in der ersten Hälfte des 16. Jahrhunderts war die Gegend Teil des Vijayanagar-Reiches, im Jahr 1690 kam sie unter die Kontrolle des Fürstenstaates von Mysore, dessen Herrschaft jedoch in der zweiten Hälfte des 18. Jahrhunderts durch Hyder Ali (reg. 1761–1782) und seinen Sohn Tipu Sultan (reg. 1782–1799) unterbrochen wurde. Später spielten die Briten die dominierende militärische und wirtschaftliche Rolle in Südindien.

## Sehenswürdigkeiten

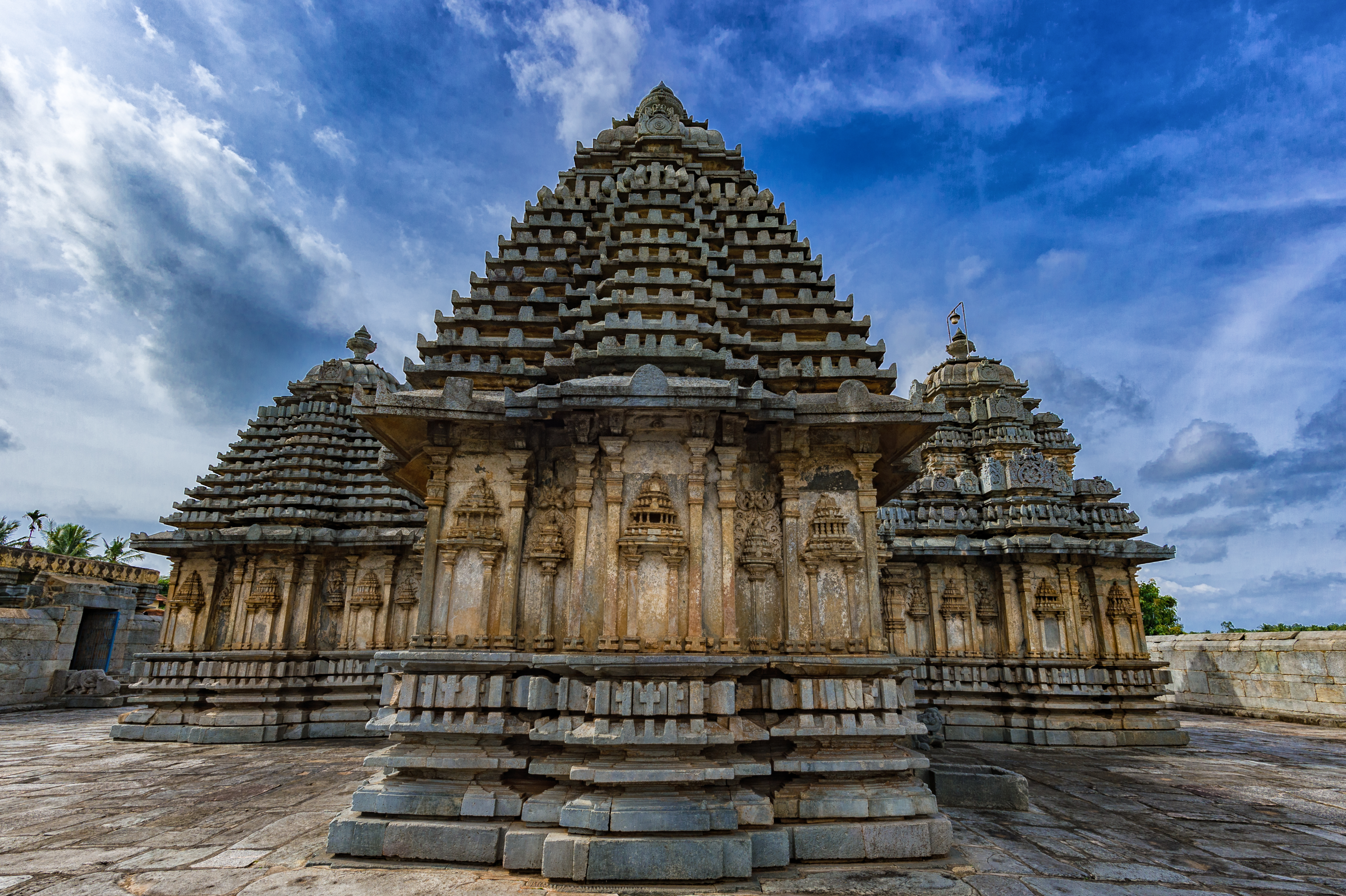
Dreierkomplex im Lakshmi-Devi-Tempel

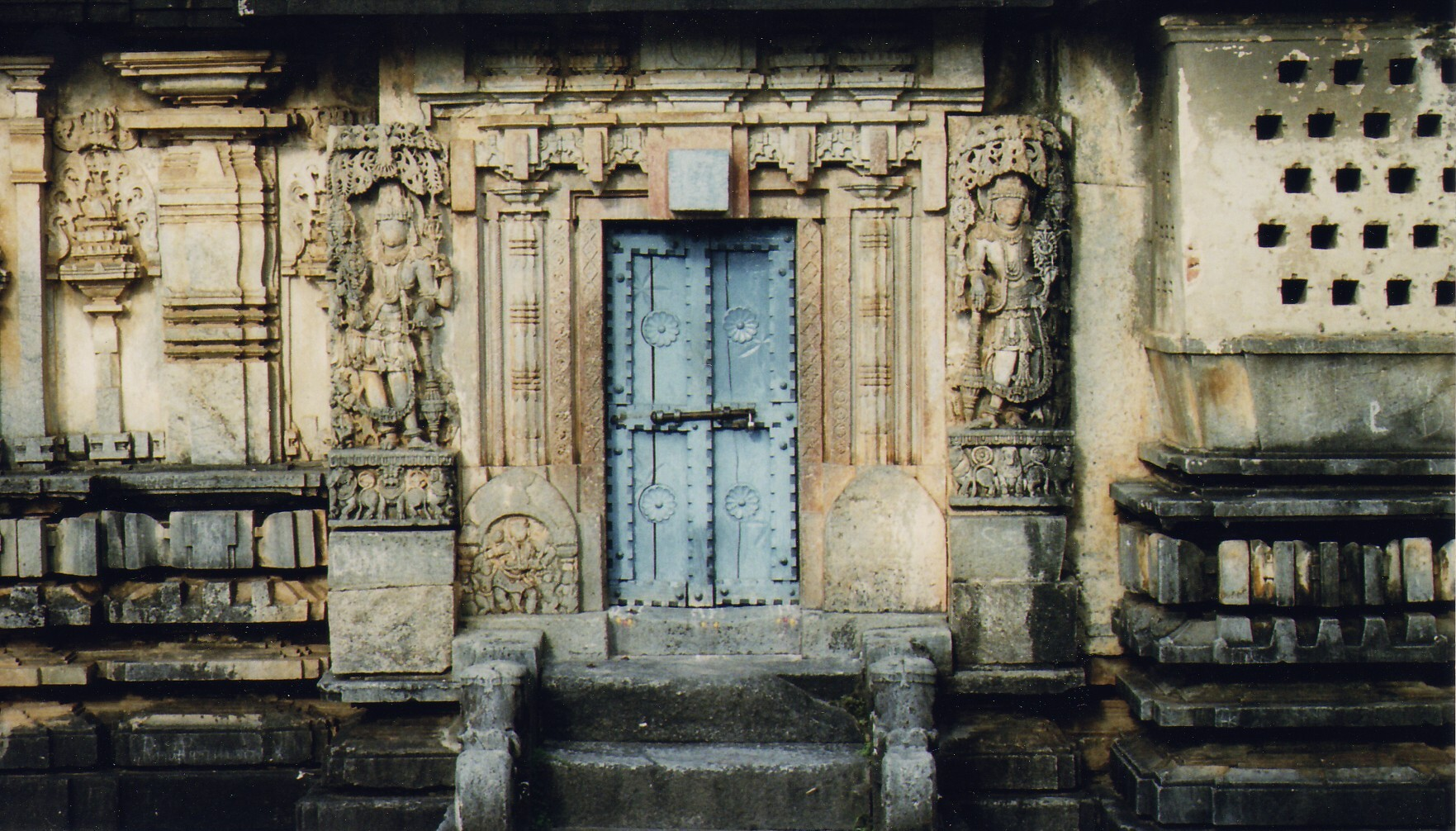
Seiteneingang mit Wächterfiguren

Der um das Jahr 1113 entstandene und größtenteils aus Speckstein erbaute Lakshmi Devi-Tempel ist die Stiftung eines wohlhabenden Kaufmanns unter dem Hoysala-Herrscher Vishnuvardhana (reg. ca. 1108–1142); er ist der Hindu-Göttin Lakshmi geweiht und hat – einen vierteiligen Grundriss (chatushkuta ) mit vier Cellae (garbhagrihas) mit gestuften vimana-Türmen mit Schirmkuppeln und kalasha-Vasen. Drei Cellae teilen sich eine gemeinsame, von jali-Fenstern belichtete Vorhalle (mandapa); der vierte Tempel ist der eigentliche, Lakshmi geweihte, Haupttempel – er liegt etwas abseits und ist über einen Steinsteg mit dem Dreierkomplex verbunden, in dessen drei Cellae sich die Figuren von Kali, von Vishnu sowie ein Shiva-Lingam befinden. Der Tempelkomplex, zu dem auch ein kleinerer Bhairava-Schrein gehört, steht auf einer ca. 1 m hohen Sockelzone; die kultische Umschreitung (pradakshina) konnte folglich nur auf dem mit Steinplatten belegten Erdboden erfolgen. In den vier Ecken der erhöht liegenden und durch einen seitlich offenen Säulenportikus zugänglichen Tempelummauerung befinden sich weitere Schreine mit vimana-Türmen.
Das Äußere des Tempels ist zwar reich gegliedert (pancharatha), doch sind die flachen turmbekrönten Nischen ohne jeglichen figürlichen Schmuck. Ein später hinzugefügter Eingang zeigt jedoch nahezu lebensgroße Wächterfiguren (dvarapalas) in einem ausgeprägten Hoysala-Stil. Im Innern der Vorhalle (mandapa) sind vor allem die gedrechselten Specksteinsäulen beachtenswert, aber auch die vielfältig gestalteten Deckenpaneele zeugen von kunsthandwerklichem Können.

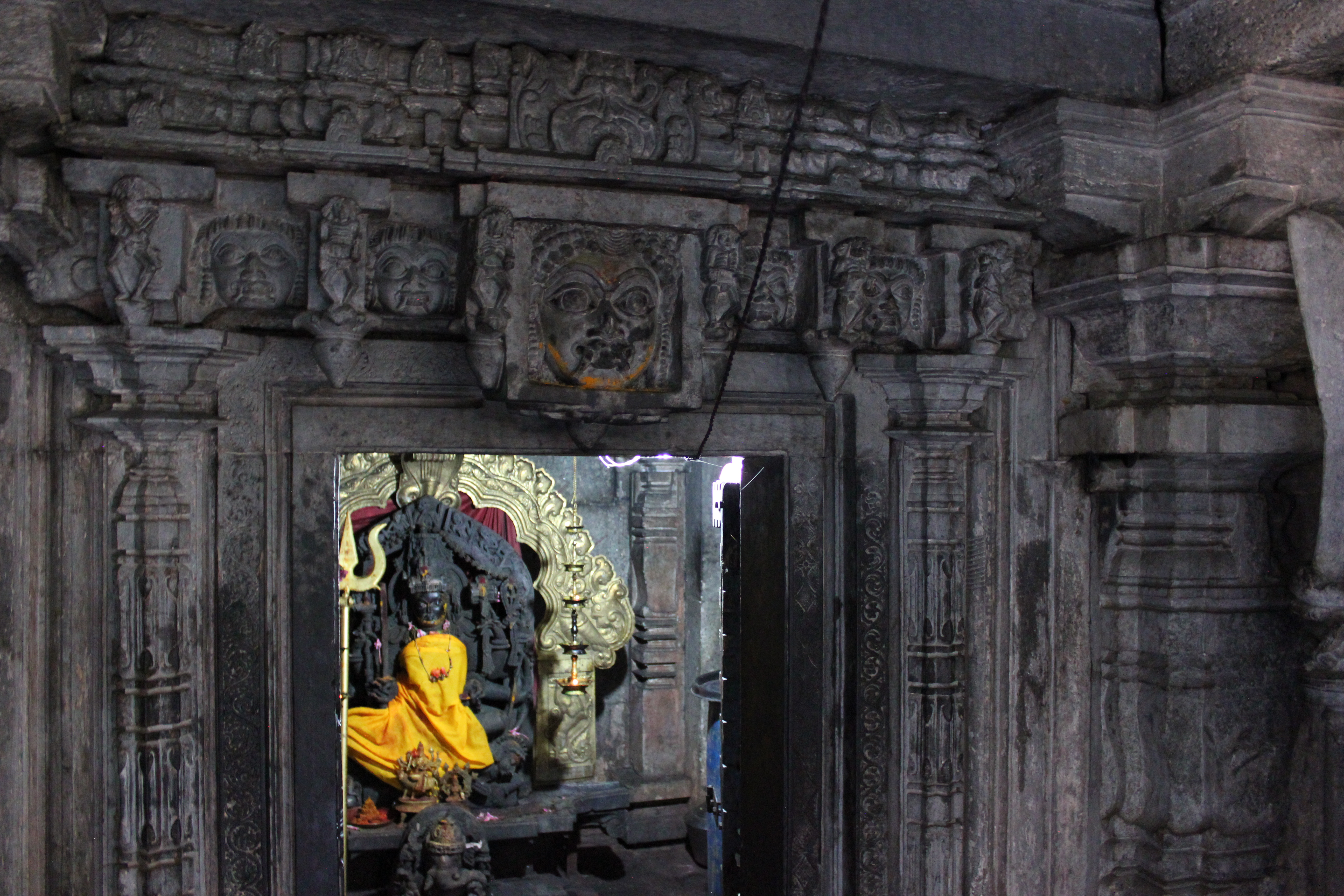
Cella mit Lakshmi-Figur
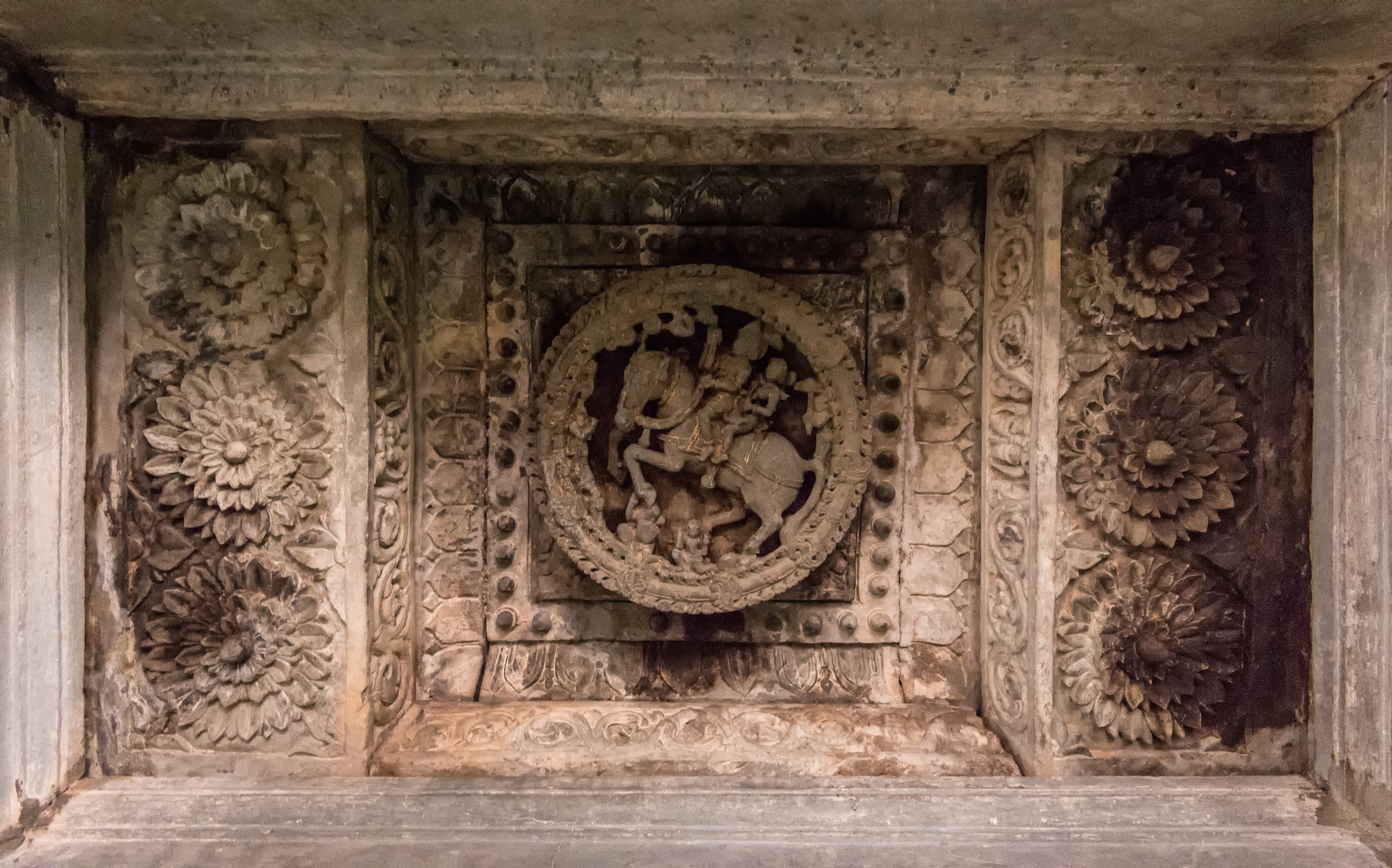
Deckendekor der Vorhalle
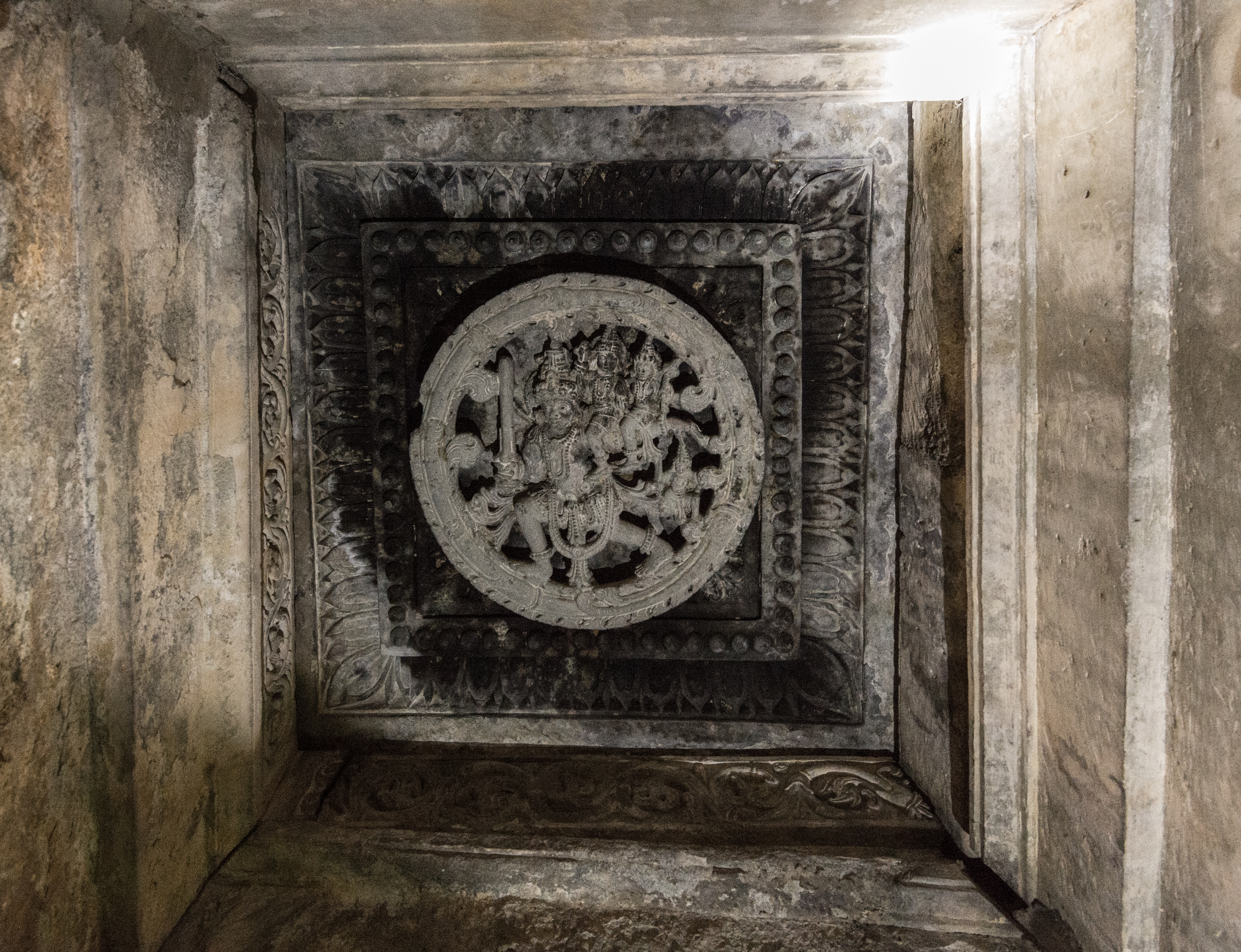
dto.
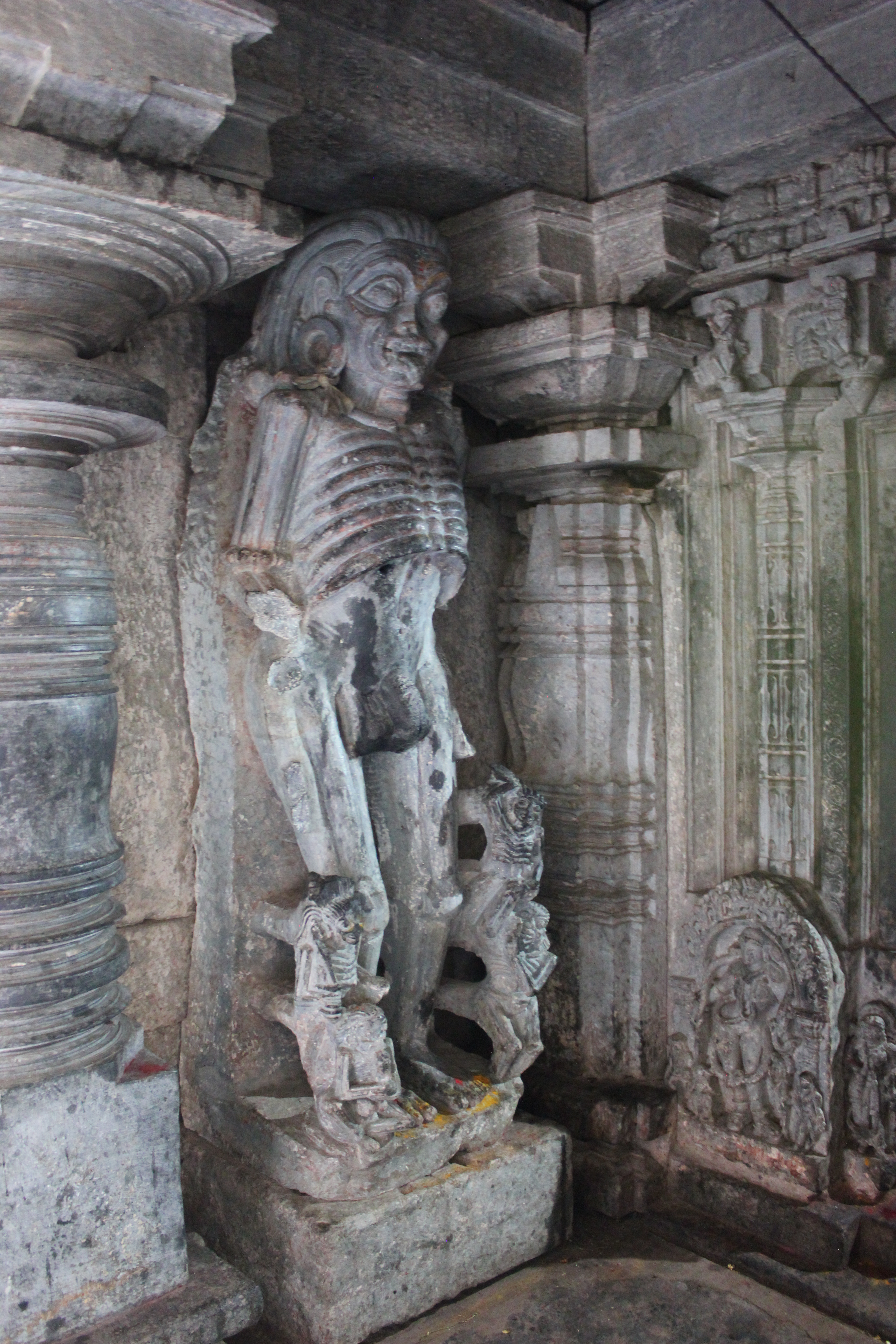
Wächterasket Bhuta